# Efteling Theater
Le Efteling Theater est un des cinq plus grands théâtres des Pays-Bas.

## Description
Situé dans le complexe d'Efteling, les spectateurs y admirent spectacles et comédies musicales. Il propose une salle de représentation, un grand foyer et le restaurant-théâtre Applaus. En 2002, la salle de théâtre entre en service. L'inauguration officielle a lieu en 2003, ainsi que l'ouverture du foyer et du théâtre-restaurant.
Le Théâtre Efteling est le 3e théâtre ouvert des Pays-Bas. Tout comme le Circustheater (Scheveningen) et le Beatrixtheater (Utrecht), il programme des productions sans date de clôture fixe. Efteling se positionne ainsi dans le monde des théâtres indépendants.

## Architecture
La façade de Ton van de Ven rappelle l'époque victorienne ainsi que l'architecture typiquement néerlandaise des "pignons à redents" ou "pignons à échelons". De plus, le designer s'est également inspiré du style d'Anton Pieck.
- année de construction : salle de théâtre 2001 -2002, foyer et restaurant-théâtre 2002 -2003
- architecte : Joost Paré
- conception : façade : Ton van de Ven, théâtre : Joost Paré, intérieur : équipe de conception Efteling
- coût total : 20 millions d'euros
- superficie salle de théâtre : 7 000 m², foyer : 1 000 m², restaurant : 400 m², cuisines : 311 m², toilettes : 225 m²
- hauteur : salle de théâtre : 18 m, point culminant : 21 m
- contenance de la salle de théâtre : 45 000 m3

## Historique

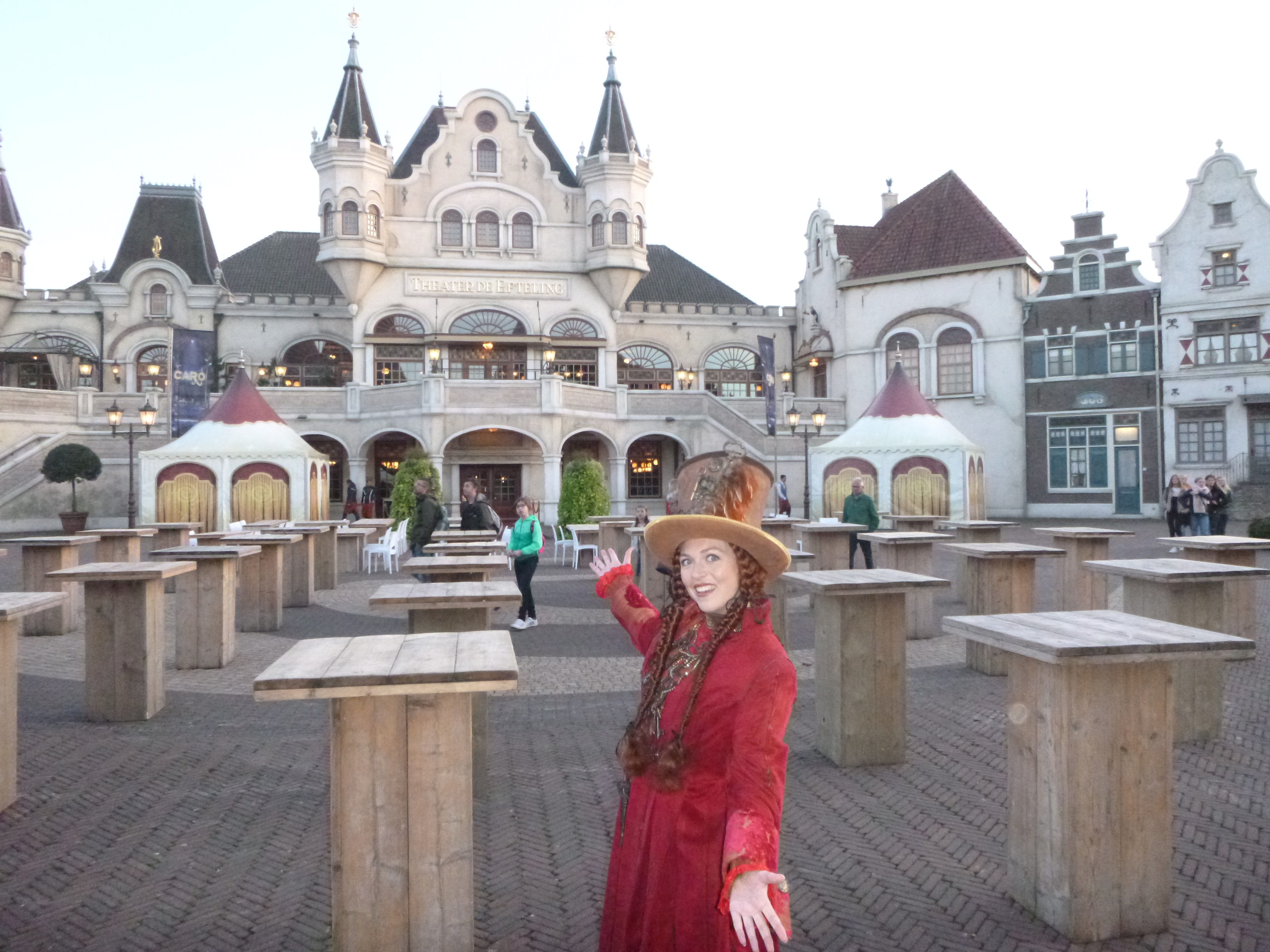
Événement organisé devant le théâtre.

Avant l’avènement du Efteling Theater, Efteling avait déjà été la scène de nombreux spectacles. En 1954, le premier divertissement est proposé aux visiteurs d'Efteling : un petit théâtre de marionnettes.
Outre les comédies musicales jouées au sein même du théâtre, le parc propose à l'automne 2008 sa première production théâtrale itinérante dans d'autres grands théâtres aux Pays-Bas et/ou en Belgique : Sprookjesboom op Reis repose sur la série d’animation Sprookjesboom, une production d’Efteling diffusée à la télévision. Celle-ci est suivie par d'autres spectacles qui deviennent itinérant après avoir rencontré le succès dans le parc.
En automne 2009, le foyer est restauré. Jusqu'en 2009, les spectacles étaient accessibles par les visiteurs du parc à thèmes durant leur journée. Depuis, l'accès au théâtre est indépendant au parc et les productions ont évolué. En effet, le théâtre se spécialise dans les comédies musicales qu'ils élaborent de manière de plus en plus évoluée. Des billets combinés Parc & Théâtre sont – entre autres – proposés à côté des billets uniquement pour le théâtre. Le Raveleijn est la nouvelle grande scène théâtrale pour les visiteurs d'Efteling durant leur journée.

## Représentations
Spectacles :
- De Wonderlijke Eftelingshow (2002-2004) avec deux magiciens de Las Vegas : 2002 avec Hans Klok et 2003-2004 avec Christian Farla et des scènes tirée du Chat botté, La Petite Table, l'Âne et le Bâton, Le Petit Chaperon rouge, Le Loup et les Sept Chevreaux, Le Vilain Petit Canard, Blanche-Neige et Hansel et Gretel.
- Pardoes en het Kinder Winter Wonderfeest (Winter Efteling 2002-2003)
- Efteling Sprookjesshow (2005-2006) - Show en l'honneur des 200 ans de la naissance de Hans Christian Andersen avec des scènes de La Princesse au petit pois, Le Vilain Petit Canard, La Petite Sirène et Les Chaussures rouges.

Droomvlucht de Musical.

- Tika is Jarig (2007-2008).

Comédies musicales :
| Période                             | Nom                                                                         | Production                                                        | Spectateurs |
| ----------------------------------- | --------------------------------------------------------------------------- | ----------------------------------------------------------------- | ----------- |
| 2003 - 2004                         | Doornroosje (La Belle au bois dormant)                                      | Studio 100                                                        | 85 000      |
| 2004 - 2005                         | De Kleine Zeemeermin (La Petite Sirène)                                     | Efteling Theaterproducties et Studio 100                          | 80 000      |
| 2005 - 2006                         | TiTa Tovenaar (Le Magicien TiTa)                                            | Efteling Theaterproducties et V&V Entertainment                   | 80 000      |
| 2006 - 2007                         | Annie                                                                       | Efteling Theaterproducties, V&V Entertainment et Aad Ouborg       | 100 000     |
| 2007 - 2008                         | Assepoester (Cendrillon)                                                    | Efteling Theaterproducties et V&V Entertainment                   | 100 000     |
| 2008 - juin 2009                    | The Sound of Music (La Mélodie du bonheur)                                  | Efteling Theaterproducties et V&V Entertainment                   | 150 000     |
| août 2009                           | Sprookjesboom de Musical (L'Arbre des Contes, la comédie musicale)          | Efteling Theaterproducties                                        | 15 000      |
| novembre 2009 - janvier 2010        | The Sound of Music (La Mélodie du bonheur)                                  | Efteling Theaterproducties et V&V Entertainment                   | 40 000      |
| mars 2010 - avril 2010              | Sprookjesboom de Musical (L'Arbre des Contes, la comédie musicale)          | Efteling Theaterproducties                                        |             |
| novembre 2010 - 5 mai 2011          | Kruimeltje                                                                  | Efteling Theaterproducties et Rick Engelskes Producties           |             |
| 9 octobre 2011 - 9 avril 2012       | Droomvlucht de musical (Vol de Rêve, la comédie musicale)                   | Joop van den Ende Theaterproducties et Efteling Theaterproducties |             |
| 19 septembre 2012 - 24 février 2013 | Sprookjesboom de Musical; een gi-ga-gantisch avontuur! (L'Arbre des Contes) | Efteling Theaterproducties                                        |             |
| 14 septembre 2013 - 9 mars 2014     | Klaas Vaak (Le Marchand de sable)                                           | Efteling Theaterproducties                                        |             |
| 30 septembre 2014 - 27 février 2015 | Sprookjesboom de Musical; een wonderlijk muziekfeest (L'Arbre des Contes)   | Efteling Theaterproducties                                        |             |
| 9 septembre 2015 - 26 mars 2016     | Pinokkio (Pinocchio)                                                        | Efteling Theaterproducties                                        |             |
| 18 septembre 2016 - 17 avril 2017   | De gelaarsde Kat (Le Chat botté)                                            | Efteling Theaterproducties                                        |             |
| 30 septembre 2017 - 2 avril 2018    | Sprookjessprokkelaar de Musical                                             | Efteling Theaterproducties                                        |             |
| 15 septembre 2018 -                 | CARO                                                                        | Efteling Theaterproducties                                        |             |